# Rouleau de cuir des mathématiques égyptiennes
Le rouleau de cuir des mathématiques égyptiennes (en anglais : Egyptian mathematic leather roll, EMLR) est un rouleau en cuir de 25 × 43 cm acheté par Alexander Henry Rhind en 1858. Il est envoyé au British Museum en 1864, aux côtés du papyrus Rhind, mais il n'est pas assoupli chimiquement et déroulé avant 1927.
Le texte est écrit en caractères hiératique du Moyen Empire, de droite à gauche. Les chercheurs datent le EMLR du XVIIe siècle av. J.-C.

## Contenu mathématique
Ce rouleau de cuir est une aide au calcul des fractions égyptiennes. Il contient vingt-six sommes de fractions unitaires qui sont égales à une autre fraction unitaire. Les sommes apparaissent sur deux colonnes et sont suivies de deux autres colonnes contenant exactement les mêmes sommes.
| Colonne 1                                                                                         | Colonne 2                                                                       | Colonne 3                                                                                         | Colonne 4                                                        |
| ------------------------------------------------------------------------------------------------- | ------------------------------------------------------------------------------- | ------------------------------------------------------------------------------------------------- | ---------------------------------------------------------------- |
| {\displaystyle {\frac {1}{10}}+{\frac {1}{40}}={\frac {1}{8}}}                                    | {\displaystyle {\frac {1}{30}}+{\frac {1}{45}}+{\frac {1}{90}}={\frac {1}{15}}} | {\displaystyle {\frac {1}{10}}+{\frac {1}{40}}={\frac {1}{8}}}                                    | {\displaystyle {\frac {1}{18}}+{\frac {1}{36}}={\frac {1}{12}}}  |
| {\displaystyle {\frac {1}{5}}+{\frac {1}{20}}={\frac {1}{4}}}                                     | {\displaystyle {\frac {1}{24}}+{\frac {1}{48}}={\frac {1}{16}}}                 | {\displaystyle {\frac {1}{5}}+{\frac {1}{20}}={\frac {1}{4}}}                                     | {\displaystyle {\frac {1}{21}}+{\frac {1}{42}}={\frac {1}{14}}}  |
| {\displaystyle {\frac {1}{4}}+{\frac {1}{12}}={\frac {1}{3}}}                                     | {\displaystyle {\frac {1}{18}}+{\frac {1}{36}}={\frac {1}{12}}}                 | {\displaystyle {\frac {1}{4}}+{\frac {1}{12}}={\frac {1}{3}}}                                     | {\displaystyle {\frac {1}{45}}+{\frac {1}{90}}={\frac {1}{30}}}  |
| {\displaystyle {\frac {1}{10}}+{\frac {1}{10}}={\frac {1}{5}}}                                    | {\displaystyle {\frac {1}{21}}+{\frac {1}{42}}={\frac {1}{14}}}                 | {\displaystyle {\frac {1}{10}}+{\frac {1}{10}}={\frac {1}{5}}}                                    | {\displaystyle {\frac {1}{30}}+{\frac {1}{60}}={\frac {1}{20}}}  |
| {\displaystyle {\frac {1}{6}}+{\frac {1}{6}}={\frac {1}{3}}}                                      | {\displaystyle {\frac {1}{45}}+{\frac {1}{90}}={\frac {1}{30}}}                 | {\displaystyle {\frac {1}{6}}+{\frac {1}{6}}={\frac {1}{3}}}                                      | {\displaystyle {\frac {1}{15}}+{\frac {1}{30}}={\frac {1}{10}}}  |
| {\displaystyle {\frac {1}{6}}+{\frac {1}{6}}+{\frac {1}{6}}={\frac {1}{2}}}                       | {\displaystyle {\frac {1}{30}}+{\frac {1}{60}}={\frac {1}{20}}}                 | {\displaystyle {\frac {1}{6}}+{\frac {1}{6}}+{\frac {1}{6}}={\frac {1}{2}}}                       | {\displaystyle {\frac {1}{48}}+{\frac {1}{96}}={\frac {1}{32}}}  |
| {\displaystyle {\frac {1}{3}}+{\frac {1}{3}}={\frac {2}{3}}}                                      | {\displaystyle {\frac {1}{15}}+{\frac {1}{30}}={\frac {1}{10}}}                 | {\displaystyle {\frac {1}{3}}+{\frac {1}{3}}={\frac {2}{3}}}                                      | {\displaystyle {\frac {1}{96}}+{\frac {1}{192}}={\frac {1}{64}}} |
| {\displaystyle {\frac {1}{25}}+{\frac {1}{15}}+{\frac {1}{75}}+{\frac {1}{200}}={\frac {1}{8}}}   | {\displaystyle {\frac {1}{48}}+{\frac {1}{96}}={\frac {1}{32}}}                 | {\displaystyle {\frac {1}{25}}+{\frac {1}{15}}+{\frac {1}{75}}+{\frac {1}{200}}={\frac {1}{8}}}   |                                                                  |
| {\displaystyle {\frac {1}{50}}+{\frac {1}{30}}+{\frac {1}{150}}+{\frac {1}{400}}={\frac {1}{16}}} | {\displaystyle {\frac {1}{96}}+{\frac {1}{192}}={\frac {1}{64}}}                | {\displaystyle {\frac {1}{50}}+{\frac {1}{30}}+{\frac {1}{150}}+{\frac {1}{400}}={\frac {1}{16}}} |                                                                  |
| {\displaystyle {\frac {1}{25}}+{\frac {1}{50}}+{\frac {1}{150}}={\frac {1}{15}}}                  |                                                                                 | {\displaystyle {\frac {1}{25}}+{\frac {1}{50}}+{\frac {1}{150}}={\frac {1}{6}}}                   |                                                                  |
| {\displaystyle {\frac {1}{9}}+{\frac {1}{18}}={\frac {1}{6}}}                                     |                                                                                 | {\displaystyle {\frac {1}{9}}+{\frac {1}{18}}={\frac {1}{6}}}                                     |                                                                  |
| {\displaystyle {\frac {1}{7}}+{\frac {1}{14}}+{\frac {1}{28}}={\frac {1}{4}}}                     |                                                                                 | {\displaystyle {\frac {1}{7}}+{\frac {1}{14}}+{\frac {1}{28}}={\frac {1}{4}}}                     |                                                                  |
| {\displaystyle {\frac {1}{12}}+{\frac {1}{24}}={\frac {1}{8}}}                                    |                                                                                 | {\displaystyle {\frac {1}{12}}+{\frac {1}{24}}={\frac {1}{8}}}                                    |                                                                  |
| {\displaystyle {\frac {1}{14}}+{\frac {1}{21}}+{\frac {1}{42}}={\frac {1}{7}}}                    |                                                                                 | {\displaystyle {\frac {1}{14}}+{\frac {1}{21}}+{\frac {1}{42}}={\frac {1}{7}}}                    |                                                                  |
| {\displaystyle {\frac {1}{18}}+{\frac {1}{27}}+{\frac {1}{54}}={\frac {1}{9}}}                    |                                                                                 | {\displaystyle {\frac {1}{18}}+{\frac {1}{27}}+{\frac {1}{54}}={\frac {1}{9}}}                    |                                                                  |
| {\displaystyle {\frac {1}{22}}+{\frac {1}{33}}+{\frac {1}{66}}={\frac {1}{11}}}                   |                                                                                 | {\displaystyle {\frac {1}{22}}+{\frac {1}{33}}+{\frac {1}{66}}={\frac {1}{11}}}                   |                                                                  |
| {\displaystyle {\frac {1}{28}}+{\frac {1}{49}}+{\frac {1}{196}}={\frac {1}{13}}}                  |                                                                                 | {\displaystyle {\frac {1}{28}}+{\frac {1}{49}}+{\frac {1}{196}}={\frac {1}{13}}}                  |                                                                  |
|                                                                                                   |                                                                                 | {\displaystyle {\frac {1}{30}}+{\frac {1}{45}}+{\frac {1}{90}}={\frac {1}{15}}}                   |                                                                  |
|                                                                                                   |                                                                                 | {\displaystyle {\frac {1}{24}}+{\frac {1}{48}}={\frac {1}{16}}}                                   |                                                                  |

Parmi les vingt-six sommes répertoriées, dix sont des nombres de l'Œil d'Horus : 1/2, 1/4 (deux fois), 1/8 (trois fois), 1/16 (deux fois), 1/32, 1/64, convertis à partir de fractions égyptiennes. Il y a sept autres sommes ayant des dénominateurs pairs convertis à partir de fractions égyptiennes : 1/6 (listé deux fois, mais une fois incorrectement), 1/10, 1/12, 1/14, 1/20 et 1/30. À titre d'exemple, les trois conversions de 1/8 étaient suivies d'un ou deux facteurs d'échelle en tant qu'alternatives :
1/8 x 3/3 = 3/24 = (2 + 1)/24 = 1/12 + 1/24
1/8 x 5/5 = 5/40 = (4 + 1)/40 = 1/10 + 1/40
1/8 x 25/25 = 25/200 = (8 + 17)/200 = 1/25 + (17/200 x 6/6) = 1/25 + 102/1200 = 1/25 + (80 + 16 + 6)/1200 = 1/25 + 1/15 + 1/75 + 1/200
Enfin, il y avait neuf sommes, ayant des dénominateurs impairs, convertis à partir de fractions égyptiennes : 2/3, 1/3 (deux fois), 1/5, 1/7, 1/9, 1/11, 1/13 et 1/15.
Les examinateurs du British Museum n'ont trouvé aucune introduction ou description expliquant comment ou pourquoi les séries équivalentes de fractions unitaires étaient calculées. Les séries équivalentes de fractions unitaires sont associées aux fractions 1/3, 1/4, 1/8 et 1/16. Il y avait une erreur mineure associée à la série finale de fractions unitaires 1/15. La série 1/15 a été répertoriée comme étant égale à 1/6. Une autre erreur grave était associée à 1/13, un problème que les examinateurs de 1927 n'ont pas tenté de résoudre.

## Analyse moderne
Les textes mathématiques originaux ne donnent jamais d'explications sur l'origine des procédures et des formules. Cela est également vrai pour le EMLR. Les chercheurs ont tenté de déduire les techniques que les anciens Égyptiens auraient pu utiliser pour construire à la fois les tables de fractions unitaires du EMLR et les tables 2/n connues du papyrus Rhind et du papyrus d'El-Lahoun. Les deux types de tables étaient utilisés pour aider aux calculs impliquant des fractions et pour la conversion des unités de mesure.
Il a été observé qu'il existe des groupes de décompositions en fractions unitaires dans le EMLR qui sont très similaires. Par exemple, les lignes 5 et 6 se combinent facilement dans l'équation 1/3 + 1/6 = 1/2. Il est facile de dériver les lignes 11, 13, 24, 20, 21, 19, 23, 22, 25 et 26 en divisant cette équation respectivement par 3, 4, 5, 6, 7, 8, 10, 15, 16 et 32.
Certains des problèmes pourraient être résolus à l'aide d'un algorithme qui implique la multiplication du numérateur et du dénominateur par le même terme, suivi de la réduction ultérieure de l'équation résultante :
{\displaystyle {\frac {1}{pq}}={\frac {1}{N}}\times {\frac {N}{pq}}}
Cette méthode conduit à une solution pour la fraction 1/8 telle qu'elle apparaît dans le EMLR en utilisant N=25 (en utilisant la notation mathématique moderne) :
{\displaystyle 1/8=1/25\times 25/8=1/5\times 25/40=1/5\times (3/5+1/40)}
{\displaystyle =1/5\times (1/5+2/5+1/40)=1/5\times (1/5+1/3+1/15+1/40)=1/25+1/15+1/75+1/200}